# Корлан Жаканша
Корлан Жаканша (каз. Қорлан Жақанша; нар. 15 червня 1992, Алмати) — казахський борець греко-римського стилю, срібний призер чемпіонату світу, триразовий бронзовий призер чемпіонатів Азії, бронзовий призер чемпіонату світу серед військовослужбовців.

## Життєпис
Тренується під керівництвом Георгія Цурцумії.
На чемпіонаті світу 2019 року, що проходив у його рідному місті, у фіналі поступився однофамільцю свого тренера Нугзарі Цурцумії.
Має брата-близнюка, Баглана, який теж є членом збірної Казахстану з греко-римської боротьби, виступає у вазі до 60 кг, він є чемпіоном світу серед військовослужбовців.

## Спортивні результати на міжнародних змаганнях

### Виступи на Чемпіонатах світу
| Змагання                        | Збірна    | Вагова категорія                 | Місце  |
| ------------------------------- | --------- | -------------------------------- | ------ |
| Чемпіонат світу з боротьби 2019 | Казахстан | греко-римська боротьба, до 55 кг | Срібло |
| Чемпіонат світу з боротьби 2021 | Казахстан | греко-римська боротьба, до 55 кг | 8      |

### Виступи на Чемпіонатах Азії
| Змагання                       | Збірна    | Вагова категорія                 | Місце  |
| ------------------------------ | --------- | -------------------------------- | ------ |
| Чемпіонат Азії з боротьби 2018 | Казахстан | греко-римська боротьба, до 55 кг | Бронза |
| Чемпіонат Азії з боротьби 2019 | Казахстан | греко-римська боротьба, до 55 кг | Бронза |
| Чемпіонат Азії з боротьби 2020 | Казахстан | греко-римська боротьба, до 55 кг | Бронза |

### Виступи на Чемпіонатах світу серед військовослужбовців
| Змагання                                                  | Збірна    | Вагова категорія                 | Місце  |
| --------------------------------------------------------- | --------- | -------------------------------- | ------ |
| Чемпіонат світу з боротьби серед військовослужбовців 2013 | Казахстан | греко-римська боротьба, до 55 кг | Бронза |

### Виступи на інших змаганнях
| Змагання                                    | Збірна    | Вагова категорія                 | Місце  |
| ------------------------------------------- | --------- | -------------------------------- | ------ |
| Кубок Президента Казахстану з боротьби 2013 | Казахстан | греко-римська боротьба, до 55 кг | 10     |
| Меморіал Олега Караваєва 2014               | Казахстан | греко-римська боротьба, до 59 кг | 4      |
| Гран-прі FILA 2015                          | Казахстан | греко-римська боротьба, до 59 кг | 27     |
| Гран-прі Угорщини з боротьби 2018           | Казахстан | греко-римська боротьба, до 55 кг | Срібло |
| Турнір Вехбі Емре і Гаміта Каплана 2018     | Казахстан | греко-римська боротьба, до 55 кг | Бронза |
| Турнір Дана Колова — Николи Петрова 2019    | Казахстан | греко-римська боротьба, до 55 кг | Срібло |
| Меморіал Олега Караваєва 2019               | Казахстан | греко-римська боротьба, до 60 кг | 8      |
| Меморіал Маттео Пелліконе 2021              | Казахстан | греко-римська боротьба, до 55 кг | Срібло |